# إريك ماني
إريك ماني (بالإنجليزية: Eric Money)‏ مواليد 6 فبراير 1955 في ديترويت، هو لاعب كرة سلة أمريكي معتزل. بدأ مسيرته الاحترافية في سنة 1974. تم اختياره من قبل فريق ديترويت بيستونز خلال الدرافت. يبلغ طوله 6 قدم 0 بوصة (1.8 م). اعتزل اللعب في 1980. أحرز خلال مسيرته في الإن بي إيه 5211 نقطة بمعدل 12.2 نقطة في المباراة الواحدة.

## المسيرة الاحترافية
لعب مع ديترويت بيستونز من سنة 1974 إلى 1978، ثم لعب مع بروكلين نتس في موسم 1978–1979، ثم لعب مع فيلادلفيا سفنتي سيكسرز في سنة 1979، ثم لعب مع ديترويت بيستونز في موسم 1979–1980.

## روابط خارجية
- إريك ماني على موقع IMDb (الإنجليزية)
- إريك ماني على موقع إن بي أي (الإنجليزية)
- إريك ماني على موقع سبورتس رفرنس (الإنجليزية)
- إريك ماني على موقع كلية كرة السلة في سبورتس رفرنس.كوم (الإنجليزية)
- إريك ماني على موقع ريلجم (الإنجليزية)
- إريك ماني على موقع بروبوليرز (الإنجليزية)